# 南宮鎮
南宮 鎮（ナムグン・ジン、朝鮮語: 남궁진、1942年8月11日 - ）は、韓国の政治家、民主化運動家。元文化観光部長官、第14・15代国会議員、金大中の側近（東橋洞系）。号は伴月（パノル、반월）。本貫は咸悦南宮氏。キリスト教徒。

## 経歴
中央高等学校、高麗大学校法大卒。1959年に中央高等学校在学中に学生会長を務め、7大私立高校会長団代表に選ばれ、4・19運動に参加した。一時期警察により指名手配をかけられたが、李承晩の下野声明発表以後は4・19収拾対策委員会の偰松雄委員長の下で副委員長を務めた。高麗大学校在学中にも6・3韓日協定反対デモに参加した。大学卒業後は空軍に入隊した。
1983年の金泳三のハンガーストライキ事件後、金大中が米国で支援デモをし、その後は民主化に関する共同声明を発表した。南宮は当時、金大中・金泳三民主化闘争宣言発表準備小委員会の幹事を務めた。その後は民推協企画委員、新韓民主党総務局長、平和民主党副スポークスマン、金大中総裁秘書室次長、民主党事務副総長、民主連合青年同志会諮問委員長、21世紀環境研究所理事、アジア太平洋平和財団理事、韓国輸出入協会顧問、国会統一外務委員、国民会議院内首席副総務、国民会議研修院院長、国民会議総裁権限代行秘書室長、文化観光部長官、大韓民国憲政会理事を歴任した。
第15代総選挙では同じ選挙区から出馬した俳優の李徳華を約1400票で破って当選した。
週刊『時事今日』（시사오늘）の2022年のインタビューで、金大中の側近として朝鮮半島平和フォーラムの幹部、アジア太平洋平和財団理事を務めた経歴から、太陽政策の本質は韓米日協調の中で生じた強固な安保の基礎の上で、北朝鮮との対等な対話、交流、協力を通じて統一に進むものだと説明し、文在寅政権が取った対北方針とは違うと説明した。